# A Fine Boat, That Coffin!
A Fine Boat, That Coffin! to niemiecki zespół screamo. Grupa została założona na przełomie 2004/2005, kiedy do trzech członków Calling Gina Clark dołączył gitarzysta z The Apoplexy Twist Orchestra, Chris. Muzyka zespołu zawiera elementy grindu, a także jazzu; kompozycje posiadają nietypowe struktury.
Hannes jest współwłaścicielem niemieckiej wytwórni płytowej i distro React With Protest Records, która wydaje płyty zespołu oraz współpracuje z wieloma innymi grupami.

## Członkowie
- Mirc - perkusja
- Hendrik - bass, wokal
- Hannes - gitara
- Chris - gitara

## Dyskografia
- The first nail - „Lasst uns den Jungen nicht vergessen”, utwór na składance Emo Armageddon (styczeń 2005, React With Protest)
- The second nail - A Fine Boat, That Coffin! LP (luty 2005, React With Protest)
- The third nail - split LP z Utarid, Am I Dead Yet i The Mock Heroic (czerwiec 2006, React With Protest / Nimbus Module Records)
- The fourth nail - „Eine Frage: Design oder Fratze?”, utwór na składance Emo Apocalypse (2006, React With Protest)

Obecnie zespół pracuje nad splitami z Angel Eyes oraz Bolz'N, których wydanie planowane było początkowo na wiosnę 2007.